# Dachverband Schweizer Jugendparlamente
Der Dachverband Schweizer Jugendparlamente DSJ (auf Französisch: Fédération Suisse des Parlements des Jeunes FSPJ; auf Italienisch: Federazione Svizzera die Parlamenti die Giovani FSPG) ist das parteipolitisch neutrale Kompetenzzentrum für politische Bildung und politische Partizipation von jungen Menschen in der Schweiz. Der DSJ wurde 1995 in Sarnen (OW) gegründet.

## Organisation und Ziele des DSJ
Der DSJ will junge Menschen für Politik und die Teilhabe daran begeistern. Dieses Ziel verfolgt der Verband mit der Förderung seiner Mitglieder, den Jugendparlamenten, sowie mit seinen Angeboten easyvote und engage.ch. Daneben leistet er Grundlagenarbeit in seinen beiden Kernthemen politische Bildung und politische Partizipation. Bei all seinen Tätigkeiten wahrt der DSJ die parteipolitische Neutralität. 
Der DSJ ist ein Verein, der aktuell von 63 Jugendparlamenten getragen wird. Die Delegiertenversammlung, der Vorstand, die Geschäftsprüfungskommission (GPK) und die Geschäftsstelle in Bern bilden die Organe des DSJ. Die Delegiertenversammlung setzt sich aus Vertretenden der Jugendparlamente zusammen. Der ehrenamtliche Vorstand ist für die strategische Ausrichtung des Dachverbandes verantwortlich, die GPK kontrolliert die Geschäfte des Vorstands und für die operativen Geschäfte ist die Geschäftsstelle mit rund 60 Mitarbeitenden zuständig.

## Jugendparlamente in der Schweiz und in Liechtenstein
In der Schweiz und in Liechtenstein gibt es momentan rund 80 Jugendparlamente (kurz: Jupas). Sie sind unterschiedlich organisiert, verfolgen aber alle das gleiche Ziel: Sie setzen sich für die Anliegen und die Stärkung der Stimme junger Menschen in Politik und Gesellschaft ein. Die Jupas führen eigene Projekte durch, bringen Anliegen in den politischen Prozess ein und sind in Jugendfragen Ansprechpartner für Behörden und Politik.
Der DSJ begleitet Jugendparlamente in ihrem Gründungsprozess und unterstützt sie mit verschiedenen Broschüren, Workshops und Vernetzungsanlässen. Darüber hinaus bietet der DSJ die parteipolitisch neutrale Ausbildung Jugend+Engagement an, welche sich an junge Menschen richtet, die sich in Jugendparlamenten, Jungparteien oder anderen Organisationen mit politischem oder zivilgesellschaftlichem Bezug engagieren.

## easyvote
Mit dem Bereich easyvote stellt der DSJ Informationen zu Abstimmungen, Wahlen und politisches Grundlagenwissen einfach verständlich und politisch neutral bereit. Die Angebote von easyvote werden unter Einbezug von ca. 200 Ehrenamtlichen produziert.

## engage.ch
Mit dem Bereich engage.ch holt der DSJ die Ideen und Anliegen von Jugendlichen und jungen Erwachsenen ab. Jugendliche können ihre Anliegen und Ideen zu lokalen, regionalen und nationalen Themen auf der Onlineplattform einbringen und engage.ch sorgt dafür, dass diese in die Politik eingebracht werden.

## Grundlagenarbeit
Der DSJ leistet Grundlagen- und Forschungsarbeit in den Themenbereichen politische Bildung und politische Partizipation von jungen Menschen. Der Verband führt seit 2016 eine eigene Studie durch, welche die Haltung junger Erwachsener zur Politik in der Schweiz erfasst. Der DSJ ist zudem Praxispartner für Studien von Universitäten, Hochschulen und anderen Meinungs- und Forschungsinstituten.